# Et in Arcadia ego (Le Guerchin)
Pour les articles homonymes, voir Et in Arcadia ego (homonymie).
Et in Arcadia ego (ou Les Bergers d'Arcadie) est une toile du peintre baroque Giovanni Francesco Barbieri (Le Guerchin) réalisée dans les années 1610 et début 1620.
Elle est conservée dans les galeries d'art du palais Corsini à Rome.

## Description du tableau
Deux bergers d’Arcadie découvrent, inquiets, un crâne posé sur une stèle où sont gravés les mots « Et in arcadia ego. » Sur le crâne se trouvent une mouche et une souris.

## Interprétation du tableau
Les bergers d’Arcadie sont des incarnations du bonheur : depuis Virgile, l’Arcadie est associée à la félicité d’une existence champêtre insouciante. Le crâne représente la Mort ; la mouche symbolise la décomposition et la souris le temps qui dévore tout. Les bergers dépeints par Le Guerchin expriment la conscience amère de leur inévitable mortalité. 
Le tableau de Le Guerchin est donc un memento mori : la mort nous menace toujours, même lorsque nous vivons dans le bonheur le plus parfait. 
Les deux bergers seront repris par Le Guerchin dans une autre peinture, Apollon écorchant Marsyas.   
Pour William Marx, la scène est à la croisée de deux traditions à priori concurrentes. Le Guerchin fait d'abord référence aux gemmes antiques gravées représentant des vieillards méditant sur un crâne d'après les travaux de Nikolaus Himmelmann. Ce thème est mis en relation avec celui du Dit des trois morts et des trois vifs, caractéristique du Moyen-Age, qui met en garde sur la future décomposition et pourriture des hommes. Les représentations médiévales peignent alors l'opposition dramatique entre trois jeunes hommes et trois squelettes pour rappeler la nécessaire fin de la vie humaine.    

## Postérité
Le thème des bergers d’Arcadie qui découvrent l’inévitabilité de la mort sera repris par Nicolas Poussin quelques dizaines d’années plus tard. 